# Жовтокам'янка (станція)
Жовтокам'янка — проміжна залізнична станція Криворізької дирекції Придніпровської залізниці на неелектрифікованій лінії Мерефа — Херсон, на ділянці Нижньодніпровськ-Вузол — Апостолове між станціями Павлопілля (18 км) та роз'їздом 355 км (12 км). Розташована в селищі Жовте Криворізького району Дніпропетровської області.

## Пасажирське сполучення
Через станцію Жовтокам'янка щоденно курсують дві пари приміських поїздів сполученням Дніпро — Апостолове.

### Історія пасажирського сполучення
Від часу відкриття лінії й до 1975 року, через станцію курсували поштово-вантажно-пасажирські, пасажирські та приміські поїзди сполученням Лоцманська — Херсон, Лоцманська — Апостолове, Лоцманська — Лошкарівка, Апостолове — Лошкарівка:
- 1929—1930 рр. — поштово-товарно-пасажирський поїзд від «Укржелдор», який курсував під час будівництва дільниці Зустрічний — Апостолове, № 81/82 Апостолове — Дніпропетровськ[2];
- 1932—1933 рр. — поштово-пасажирський поїзд № 81/82 Лоцманська — Херсон[3];
- 1934&—1941 рр. — поштово-пасажирський поїзд № 81/82 Лоцманська — Херсон;
- 1945—195х рр. — пасажирський поїзд № 63/64 Лоцманська — Херсон;
- 195х—1964 рр. — пасажирський поїзд № 285/286 Лоцманська — Херсон[4];
- 1967—1975 рр. — пасажирський поїзд № 285/286 Лоцманська — Апостолове.

Після перейменування станції Лоцманська та відкриття вокзалу Дніпропетровськ-Південний: 
- з 1 червня 1975 року через станцію курсував пасажирський поїзд № 665/666 Дніпропетровськ — Одеса, який сполучав чотири обласні центри: Дніпропетровськ, Херсон, Миколаїв та Одесу. На станції Апостолове до поїзду приєднувались вагони безпересадкового сполучення Кривий Ріг — Одеса. Згодом, пасажирський поїзд отримав  629/630. З листопада 1996 року поїзд, при прямуванні зі станції Дніпропетровськ-Південний до станції Апостолове, було переведено на інший маршрут — через станції Зустрічний, Верхівцеве та  Кривий Ріг-Головний;
- з травня 1997 року через Жовтокам'янку курсував пасажирський поїзд № 641/642 сполученням Дніпропетровськ — Апостолове, в складі якого був один купейний вагон, решта 8-10 вагонів були загальними. Поїзд фактично виконував функцію приміського;
- у 2002—2003 рр. курсував пасажирський поїзд № 629/630 сполученням Дніпропетровськ — Миколаїв;
- до 2004 року курсували приміські поїзди: Апостолове — Лошкарівка та Кривий Ріг — Лошкарівка. Після їх скасування були призначені приміські поїзди сполученням: Дніпропетровськ — Апостолове та Дніпропетровськ — Кривий Ріг;
- з 2018 року через станцію курсують лише приміські поїзди сполученням Дніпро — Апостолове;
- у 2014 році через Жовтокам'янку призначався пасажирський регіональний поїзд № 869/870 сполученням Миколаїв — Дніпропетровськ-Південний складом дизель-поїзда серії ДПЛ2, який прямував через Херсон, Апостолове. Після випробувального рейсу поїзд на регулярний маршрут не вийшов;
- з початку 2022 року обговорювалась можливість призначення регіонального дизель-поїзду серії ДПКр-3 за маршрутом Миколаїв-Вантажний — Дніпро через станції Миколаїв — Херсон — Снігурівка — Апостолове. В ході російського вторгнення в Україну та тимчасову окупацію російськими загарбниками Херсону та Херсонської області, дане питання було не на часі;
- за час існування станції через неї прокладались змінені маршрути швидких та пасажирських поїздів далекого сполучення. Так, під час закриття руху на деяких суміжних магістралях, через станцію Жовтокам'янка, деякий час, курсували такі поїзди як № 65/66 Миколаїв — Москва, № 191/192 Ясинувата — Одеса та № 119/120 Запоріжжя — Львів.